# Корпоратив (фильм)
«Корпоратив» — российский комедийный фильм режиссёра Олега Асадулина. Премьера состоялась 18 сентября 2014 года.

## Сюжет
Главный герой Игорь — рядовой менеджер по продажам в мебельном салоне. По случаю юбилея салона прямо в нём коллеги устраивают корпоративную вечеринку, после которой наутро они обнаруживают, что в салоне произошел погром. Игорь пытается выяснить у коллег, что именно произошло в тот день вечером и ночью, ведь на кону оказывается его карьера. У каждого из них оказывается своя версия произошедшего, и они вообще не связаны с основным сюжетом.

## В ролях
- Николай Наумов — Игорь
- Владимир Толоконников — охранник
- Мирослава Карпович — Маша
- Андрей Федорцов — Леонид
- Аристарх Венес — Саша
- Марина Федункив — Жанна Владимировна
- Елизавета Арзамасова — дочь Жанны Владимировны
- Михаил Башкатов — Валера
- Сергей Селин — отец Валеры
- Максим Виторган — Рома
- Сергей Белоголовцев — Дмитрий Борисович
- Роман Юнусов — Слава, полицейский
- Наталия Медведева — Ирина
- Вася Обломов — камео
- Ксения Собчак — пьяная проститутка
- Александр Баширов
- Никита Пресняков

## Саундтрек
- Ян Николенко и Сети — «Смайл»
- Killy Cakes — «Move your body; I’m OK»

## Критика
Настя Курганская, «The Village»:

…у сценаристов «Корпоратива» с представлениями о народном юморе туговато — они по традиции считают аудиторию умственно беднее себя. Актёры, в числе которых гурьба бывших кавээнщиков, звёзды сериала «Папины дочки» и «Кадетство», Ксения Собчак и другие дорогие нашему телезрителю лица, по очереди разыгрывают совершенно несмешную пьесу, скатываясь в фиглярство и пошлость — действительно забавные сцены можно пересчитать по пальцам одной руки.

Евгений Кузьмин, «КГ Портал»:

«Корпоратив» — это просто набор скетчей, разыгранных в худших традициях российских юмористических шоу. <…> Важно отметить, что все герои — моральные уроды и истории у них соответствующие. <…> Создатели никак не высмеивают своих персонажей — вместо иронии тут скрупулёзная подача никчёмных и наполненных бессмысленными событиями историй. Впрочем, над подобными человеческими образами затруднительно иронизировать — ничего от живых людей в них просто нет. Соответственно, не работает эффект узнавания или ассоциации с чем-то знакомым, не говоря уж об эмпатии (с уродами-то!).

Сергей Мезенов, «NewsLab.ru»:

Это всё, конечно, фильм «Горько!» виноват. После него мы, сталкиваясь с очередной новой русской комедией про бухло, вместо того, чтобы сразу отправить её по положенному адресу, вдруг прищуриваемся — а ну как удалось опять сделать человеческое кино про это? Ничуть — «Корпоратив» только укрепляет то правило, исключением из которого являлось «Горько!» <…> Равняясь на «Горько!», авторы «Корпоратива» явно пропустили мимо ушей его главный манёвр — что за всей пьяной какофонией хаоса и безумства чётко проступали настоящие и живые человеческие характеры, которые и позволяли нам проникнуться переживаниями этих персонажей и понять их. «Корпоратив» же в этом плане идёт тропой продолжений «Мальчишника в Вегасе» — то есть, святой уверенности, что комических неприятностей, устраиваемых пьяными людьми, уже вполне достаточно.

Кирилл Илюхин, «Weburg»:

Казалось бы, сочинить историю о приключениях после пьянки проще простого — садись да записывай свою личную жизнь. Однако то ли подача была слишком примитивной, то ли сами истории авторы высасывали из пальца, но это было всё совершенно не смешно. Более-менее вытягивает всё это персонаж Наталии Медведевой, который в меру карикатурен, в меру правдив, в меру смешон и в меру серьёзен, и вообще, роль некрасивой подруги-истерички — очень удачное её амплуа. Но остальные… когда персонажи изображают пьяных, им абсолютно не веришь, когда персонажи пытаются играть на эмоциях, с них скорее недоумеваешь. Смеяться над такими неумелыми пародиями — слишком тяжёлый труд, за него бы доплачивать надо.